# Iglesia de San Juan y San Pedro de Renueva
La iglesia de San Juan y San Pedro de Renueva es un templo parroquial católico de la ciudad de León (comunidad de Castilla y León, España). Fue construida a mediados del siglo XX en estilo neo-renacentista.

## Descripción

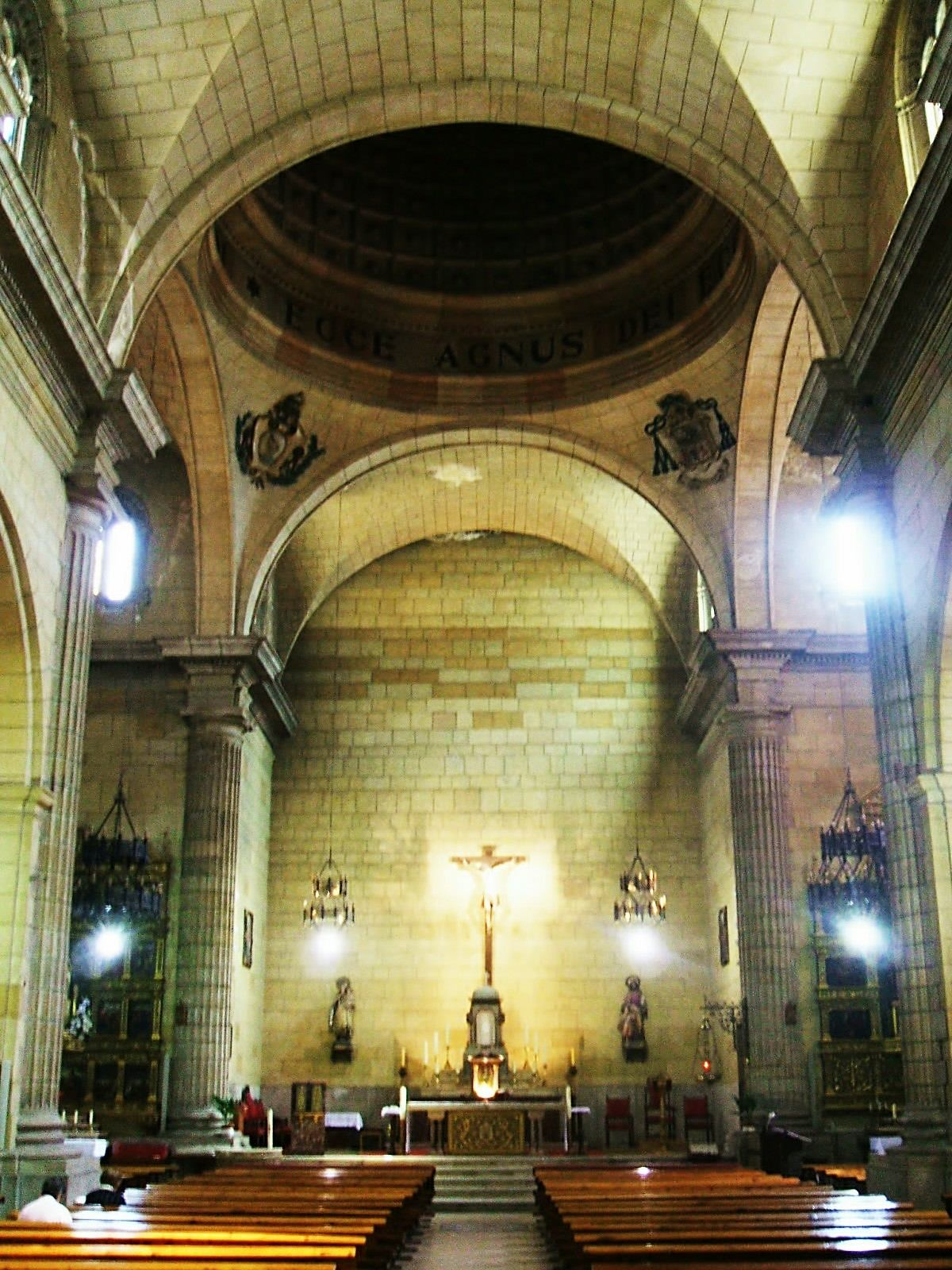
Crucero y cabecera de la iglesia

El templo, de factura moderna, fue construido entre 1947 y 1953 por el arquitecto Juan Crisóstomo Torbado a iniciativa del obispo de León (entre 1944 y 1970) D. Luis Almarcha Hernández. El edificio fue solemnemente inaugurado al culto el 29 de agosto de 1953. Torbado siguió las sobrias líneas del Renacimiento purista: planta de cruz latina, alzado de tres naves de tres tramos, notablemente más ancha y alta la central, cubiertas consistentes en tramos de bóveda de cañón -a la que se practican lunetos, un detalle más propio del Barroco- y, sobre el crucero, una cúpula casetonada apoyada sobre pechinas. Las torres gemelas de la fachada principal miden 40 m.
El elemento arquitectónico más destacado del templo es la antigua portada barroca tomada del en ruinas Monasterio de San Pedro de Eslonza, cenobio benedictino sito a 22 km de la ciudad de León, en Santa Olaja de Eslonza (término municipal de Gradefes) del que hoy apenas quedan unas piedras en pie y parte de cuyo patrimonio se halla diseminado en diversos conventos e iglesias de la provincia. Esta portada, preservada así de su segura destrucción, fue desmontada y vuelta a montar para integrarla en la fachada principal del nuevo templo, con un resultado bastante armonioso. Esta portada fue erigida en su lugar original en 1711 por el famoso arquitecto Fray Pedro Martínez de Cardeña, como da cuenta una inscripción sobre la puerta principal, a modo de cartela.
Concebida a modo retablo, la vieja portada monacal consta de tres cuerpos, de anchura descendente: el primero presenta cuatro columnas de orden jónico sobre pedestales, con hornacinas aveneradas en los intercolumnios de los lados; el segundo cuerpo reproduce la tipología del primero, salvo que emplea el orden corintio, destina una tercera hornacina a la calle central y decora los extremos con sendos aletones, a modo de frontones semicirculares partidos; el cuerpo superior es un remate consistente en dos frontones semicirculares y, a modo de coronamiento central, un escudo. Ninguna de las cinco hornacinas acoge hoy su imagen. En la época de Eslonza las tallas correspondían, en el piso inferior, a San Adrián y Santa Natalia, y en el piso superior, a San Benito, San Bernardo y, en la calle central, al titular del Monasterio, San Pedro. 
Asimismo, de San Pedro de Eslonza proceden otras cuatro portadas, todas del siglo XVI. La primera de ellas, renacentista, de 1547, hace de cancela interior en el ingreso al templo. Las otras tres se distribuyen en el perímetro exterior. De ellas, una corresponde a la antigua sala capitular del monasterio y otra al refectorio. En la fábrica interior también figuran, perfectamente integrados en la estructura, algunos sillares y aparejos de columna procedentes de Eslonza. 
Del mobiliario interior se citan dos retablos modernos de estilo neo-plateresco. En cuanto a la imaginería, hay que destacar el Cristo Crucificado del siglo XVI que preside la capilla Mayor.
Desde el 25 de junio del 2023 tiene un nuevo retablo en el altar mayor, representando los misterios del rosario hecho por Helena Giménez Balmorí.

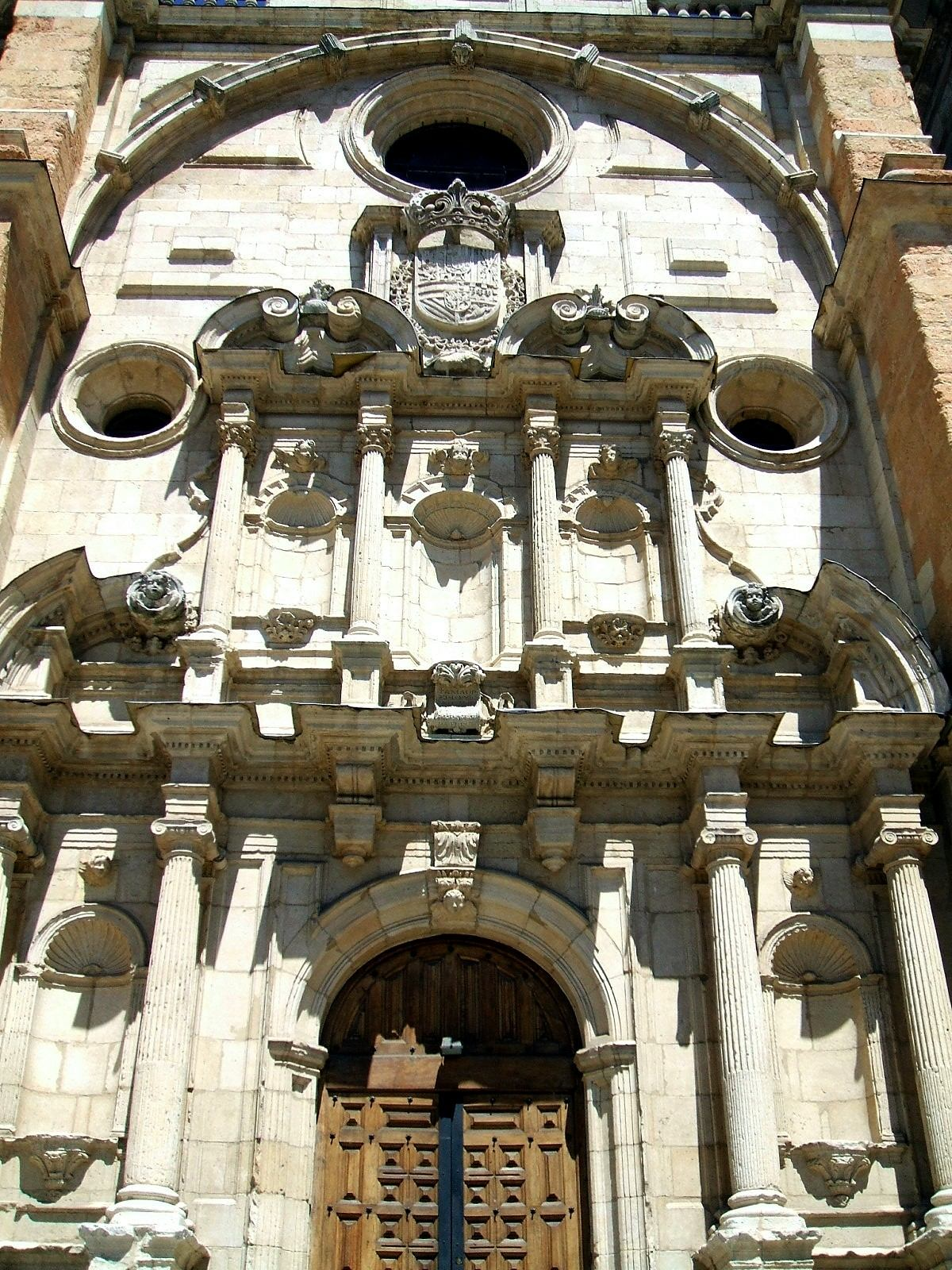
Portada barroca procedente del Monasterio de San Pedro de Eslonza
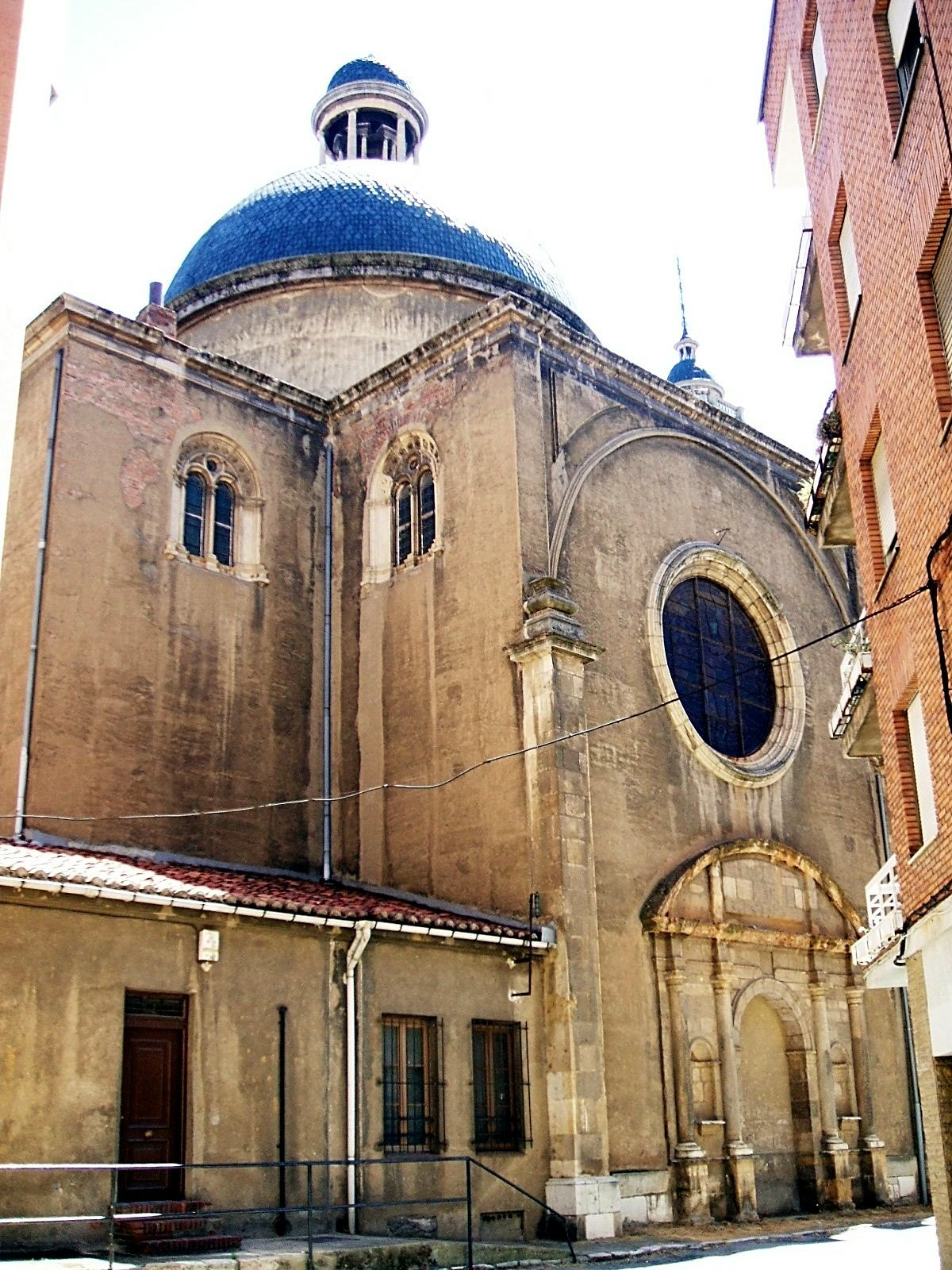
Exterior del brazo izquierdo del crucero
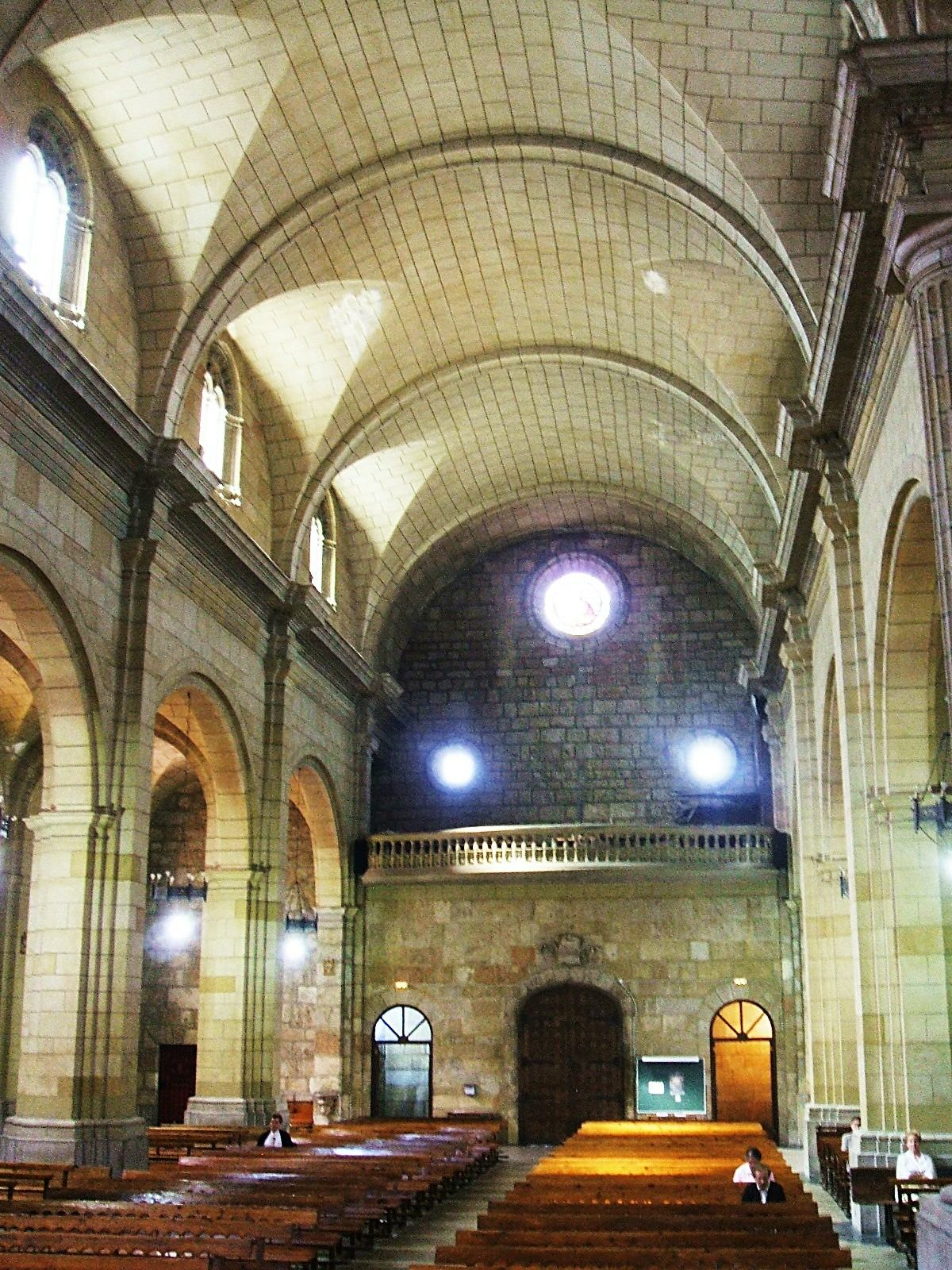
Vista de la nave central y pies
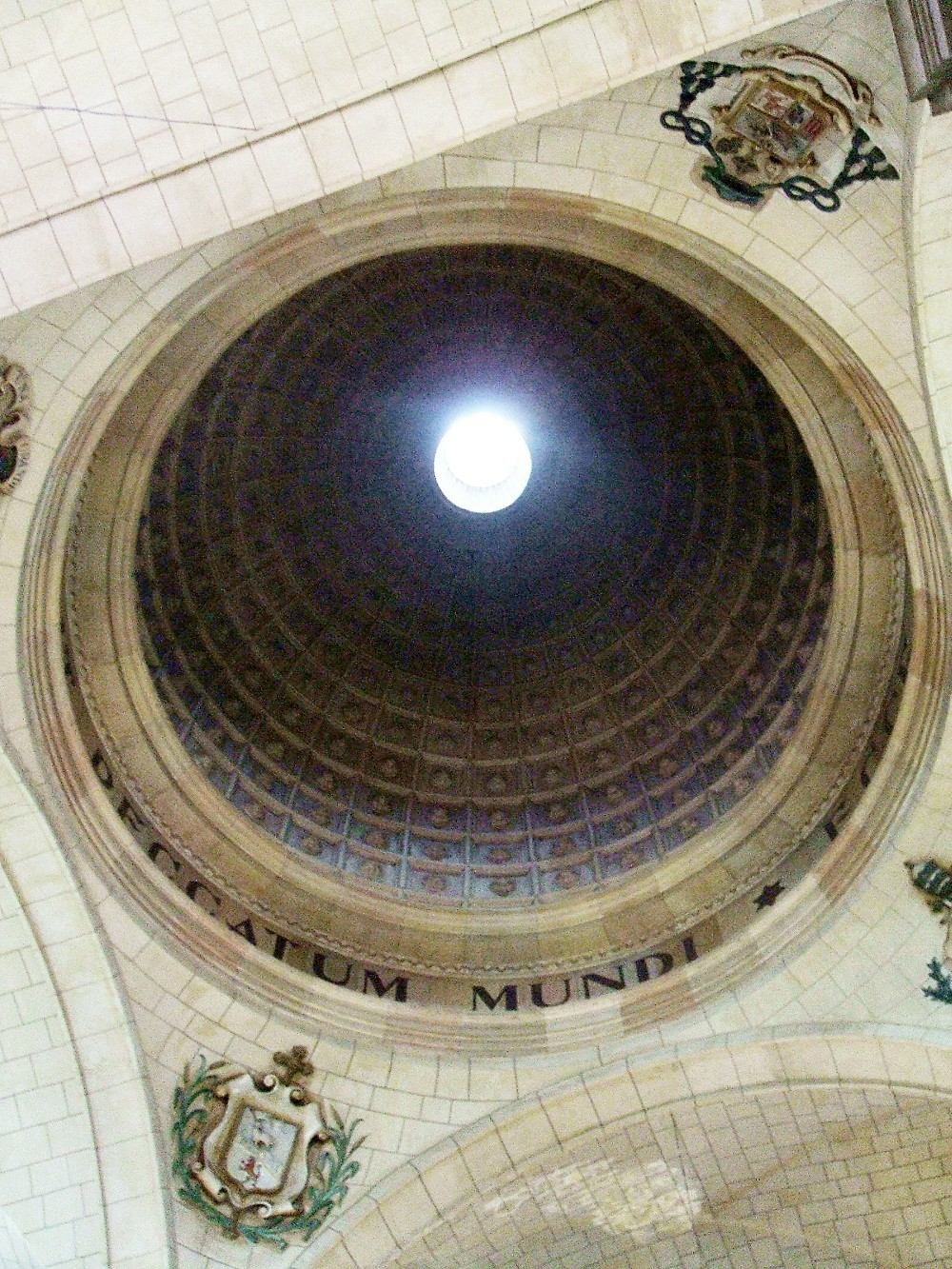
Cúpula del crucero
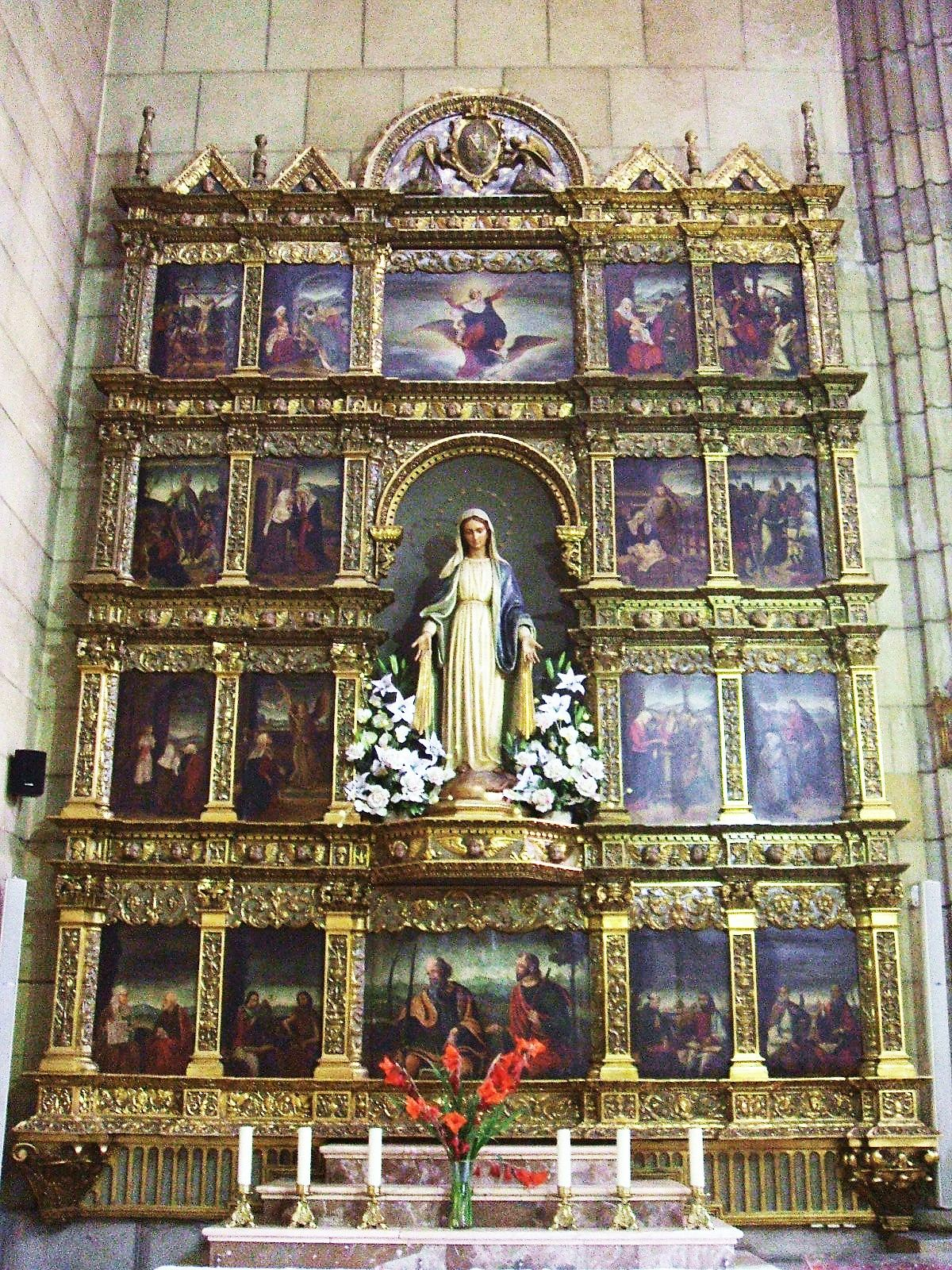
Retablo de estilo neo-plateresco